# اریش اندرسون
اریش اندرسون (انگلیسی: Erich Anderson؛ زادهٔ ۲۴ اکتبر ۱۹۵۶ – درگذشتهٔ ۱ ژوئن ۲۰۲۴) بازیگر اهل ایالات متحده آمریکا بود.

## بخشی از فیلمشناسی
از فیلم‌ها یا برنامه‌های تلویزیونی که وی در آن نقش داشته‌است می‌توان به آثار زیر اشاره کرد.
- عملیات جنگی - (۱۹۸۴)
- جمعه سیزدهم: فصل نهایی - (۱۹۸۴)
- بی وفا - (۲۰۰۲)